# 国際女性の地位協会
国際女性の地位協会（こくさいじょせいのちいきょうかい，英:Japanese Association of International Women's Rights，略:JAIWR）とは、日本の女性団体である。国際連合の国際連合経済社会理事会の特殊諮問資格をもつ国際NGOである。
女性差別撤廃条約の研究及び普及のための啓発活動やロビー活動を行っている。国際女性デーに併せたイベントも行っている。
機関紙は年報『国際女性』。3代目にして現会長は山下泰子。初代会長は伊東すみ子、2代目会長は赤松良子。
国際連合日本政府代表部と共催する形で、ニューヨークの国連本部で「女子差別撤廃条約とジェンダーに基づく暴力－北京会議後20年の成果と課題」と題するイベントを開催している。
2代目会長の赤松とイヴァンカ・コルティを記念して「赤松・コルティ・ジェンダー平等基金」を立ち上げている。基金はジェンダー平等、女性のエンパワーメント、女性の権利の実現等のために研究、活動を行う団体や個人に支援を行っている。
1997年から「赤松良子賞」を創設し、2007年には「赤松良子ユース賞」を創設した。賞の授与に関する活動も行っている。

## 会の書籍
- 男女平等はどこまで進んだか――女性差別撤廃条約から考える (岩波ジュニア新書)山下泰子 (監修), 矢澤澄子 (監修), 国際女性の地位協会 (編集,2018年) ISBN 9784005008742